# And in the Darkness, Hearts Aglow
And in the Darkness, Hearts Aglow è il quinto album in studio della musicista statunitense Weyes Blood, pubblicato nel 2022.

## Tracce
Testi e musiche di Natalie Mering.
1. It's Not Just Me, It's Everybody – 6:16
2. Children of the Empire – 6:03
3. Grapevine – 5:25
4. God Turn Me Into a Flower – 6:25
5. Hearts Aglow – 5:49
6. And in the Darkness – 0:14
7. Twin Flame – 4:22
8. In Holy Flux – 1:47
9. The Worst Is Done – 6:00
10. A Given Thing – 4:01

## Formazione
- Natalie Mering – piano (1, 10), voce (1–5, 7–10), sintetizzatore (2, 4, 9, 10), chitarra (3, 9), organo (4, 7)
- Kenny Gilmore – basso (1–3)
- Logan Hone – flauto, clarinetto, sassofono soprano, sassofono alto (1)
- Mary Lattimore – arpa (1–3, 5)
- Joey Waronker – batteria (1, 9)
- Ben Babbitt – cori (2–5, 9)
- Drew Erickson – arrangiamento archi (1–3, 5, 6), organo (2, 3, 5)
- Michael D'Addario – batteria (2, 3, 5)
- Brian D'Addario – chitarra (2, 3), piano elettrico Wurlitzer (5)
- Andy Martin – voce, piano, trombone (2, 3)
- Jonathan Rado – sintetizzatore (2, 3, 9), elettronica (2), basso, campane tubolari (3, 5), drum machine, chitarra (7)
- Michael Chadwick – sintetizzatore (3), clavicembalo (5)
- Andres Renteria – shaker (3, 5)
- Cornella Babbitt – violoncello (4)
- Charlie Bisharat – violino elettrico (4)
- Daniel Lopatin – sintetizzatore (4)
- Meg Duffy – chitarra (5)
- Sean Cook – campanaccio (9)
- Sebastian Steinberg – basso (9)
- The Nona Strings Quartet (1–3, 5, 6):
  - Jacob Braun – violoncello
  - Andrew Bulbrook – violino
  - Zach Dellinger – viola
  - Wynton Grant – violino
- Blake Cooper – tuba (2, 3)
- Dan Fornero – tromba (2, 3)